# Love and Honor (film 2006)
Love and Honor (武士の一分?, Bushi no Ichibun, letteralmente "L'onore del guerriero") è un film del 2006 diretto da Yōji Yamada.
È il terzo capitolo della cosiddetta "trilogia del samurai". Una serie di tre film diretti da Yōji Yamada, tutti basati sui racconti di Shūhei Fujisawa e con storie incentrate su figure di samurai. I precedenti capitoli sono costituiti da Il crepuscolo del samurai (2002) e The Hidden Blade (2004).

## Trama
Giappone, periodo Edo. Shinnojo Mimura, samurai di basso rango, vive con la sua bella e rispettosa moglie Kayo e un fedele e anziano servitore di nome Tokuhei.
Il servizio al castello consiste nel far parte del gruppo degli assaggiatori, il cui compito è evitare possibili avvelenamenti del proprio signore feudale, un uomo anziano e distaccato. Anche se percepisce uno stipendio fisso di 30 koku, sufficiente a soddisfare ogni esigenza di casa, Shinnojo ritiene il suo impiego piuttosto umiliante e per niente gratificante. Per questo motivo, vorrebbe lasciare il lavoro al castello e aprire una scuola di kendo dove poter insegnare a ragazzi di tutte le caste come maneggiare la spada.
Ormai deciso ad abbandonare il proprio impiego, rimane però vittima di un avvelenamento. Non a causa di una cospirazione contro il signore, ma, come svelato da una rapida indagine, per una scelta sbagliata del cibo. Mimura, infatti, aveva assaggiato un sashimi fatto con un tipo di mollusco che può essere velenoso come il pesce palla, se cucinato male o preparato fuori stagione. A causa di questo incidente, il premuroso ma stanco cavaliere Higuchi, che supervisionava il rituale dell'assaggio del cibo, viene costretto al suicidio rituale (seppuku).
Per tre giorni, Shinnojo rimane incosciente e febbricitante. Al risveglio, scopre che la tossina contenuta nel cibo lo ha reso cieco.
Kayo viene convocata dai parenti del marito perché si affronti il problema di come mantenere la sua famiglia. Lo zio di Shinnojo si lamenta di non avere più appoggi influenti nel castello e allora Kayo gli racconta di come Toya Shimada, samurai di alto rango e ufficiale di turno del castello, si sia offerto di venirle in aiuto. L'intera famiglia conviene quindi sull'accettare la proposta del Lord samurai.
Pochi giorni dopo, dal castello giunge la buona notizia che lo stipendio di Shinnojo rimarrà invariato per tutta la vita. Shinnojo ne è sicuramente sollevato, ma ricevuta in visita la zia, viene a sapere che Kayo è stata vista in una sala da tè con un uomo. Pur avendo rigettato con sdegno le insinuazioni della zia, manda poi il servo Tokuhei a seguire la moglie. Kayo si accorge di essere seguita, e anche se Tokuhei si offre di coprirla, decide di rivelare a Shinnojo di essersi incontrata con Shimada in diverse occasioni: il samurai, infatti, in cambio del suo aiuto ha preteso dalla donna un rapporto sessuale, al quale ne sono seguiti altri sotto minaccia di compromettere l'onore di Shinnojo.
Alla rivelazione della moglie, Shinnojo perde la testa e le ordina di andare fuori di casa, ma, quando si scopre che Shimada non ha nulla a che vedere con il mantenimento del suo stipendio, capisce che la moglie è stata abusata in maniera ingannevole. Per vendicare il disonore, torna dal vecchio maestro di spada per adattare la sua tecnica alla nuova condizione di cecità. In seguito, tramite Tokuhei, invia un messaggio a Shimada per organizzare un duello, con l'avvertenza di non sottovalutare un non vedente.
I due samurai si incontrano alle stalle vicino al fiume. In combattimento Shimada rivela tutta la sua vigliaccheria, cercando di sfruttare l'handicap dell'avversario a suo vantaggio, ma Shinnojo riesce comunque ad avere la meglio tagliandogli un braccio. L'onore è stato ripristinato, quindi Shinnojo decide di non uccidere lo sconfitto, lasciandolo in una condizione di grave handicap simile alla sua.
Il giorno successivo Shinnojo viene informato da un amico che Shimada, tornato mutilato al castello, si è rifiutato di dire ciò che gli era accaduto; la notte stessa si era tolto la vita perché un samurai non può vivere con un solo braccio. Muore quindi senza che nessuno sappia ciò che ha fatto alla famiglia Mimura e, in particolare a Kayo.
Nel momento in cui Shinnojo si pente del trattamento riservato alla moglie, Tokuhei gli dice di aver trovato una ragazza che cucini per lui. Subito dopo gli viene portato del cibo preparato dalla nuova cuoca e, dopo un assaggio, Shinnojo riconosce la cucina di sua moglie e chiama Kayo a sé. La coppia si riconcilia con un tenero abbraccio.

## Produzione

### Sceneggiatura
Il soggetto del film è tratto da Mōmokuken Kodamagaeshi (盲目剣谺返し), una raccolta di racconti brevi scritta da Shûhei Fujisawa.

## Distribuzione

### Data di uscita
Il film è stato proiettato in anteprima al Tokyo International Film Festival (TIFF) il 20 ottobre 2006.
È stato poi distribuito nelle sale giapponesi a partire dal 21 dicembre 2006.
In Europa, invece, Love and Honor è stato presentato per la prima volta il 9 febbraio 2007 in occasione della 57ª edizione del Festival internazionale del cinema di Berlino, nella sezione Panorama Special.

### Edizione italiana
In Italia, il film è stato trasmesso per la prima volta in televisione il 31 marzo 2018. Presentato con il titolo Love and Honor, il film è stato proposto dalla trasmissione televisiva Fuori orario, in onda su Rai 3, all'interno di una rassegna cinematografica dedicata a Yōji Yamada.

### Edizioni home video
Negli Stati Uniti, il film è stato distribuito in DVD da Funimation nel 2008. La versione contiene sia una traccia audio inglese Dolby Digital 2.0 che la traccia audio originale giapponese Dolby Digital 5.1 (con sottotitoli in inglese).
Nel 2010 è stata distribuita da Shochiku la versione Blu-ray (Regione A) riservata al mercato giapponese, contenente solo una traccia audio DTS-HD Master Audio 5.1 giapponese (con sottotitoli in giapponese).

## Accoglienza

### Incassi
In Giappone, Love and Honor ha incassato in totale circa 4,1 milioni di Yen, mentre nel mondo ha incassato complessivamente 33.755.574 dollari.

### Critica
Il sito web di recensioni Rotten Tomatoes ha dato al film un punteggio di approvazione dell'80% basato su 20 recensioni della critica occidentale, con una media ponderata di 6,9/10. Secondo il sito: «The third in director in Yoji Yamada's samurai trilogy is enjoyable, intricately made and well acted».
Il critico tedesco Gerhard Midding ha elogiato Love and Honor sul quotidiano tedesco Berliner Zeitung: «Yamada dà uno sguardo amorevole alla vita quotidiana e domestica di un samurai».
Sulle pagine del Los Angeles Times, Kevin Thomas definisce il film «un quadro giapponese d'epoca, impeccabilmente realizzato, in cui una nobiltà di spirito viene messa alla prova tra gli scenari più belli, rivelando la durezza e l'ipocrisia di una società feudale con la massima formalità e rigidità».
Jeannette Catsoulis, invece, sul The New York Times scrive: «Yamada ha usato la trilogia [...] per mostrare una visione più ricca, più sobria e meno sentimentale della storia del suo paese. I suoi protagonisti sono consapevoli dell'ingiustizia generata dal sistema delle caste e cominciano a ribellarsi; quando combattono, lo fanno con riluttanza e perché non hanno altra scelta».

## Riconoscimenti
- 2005 - Awards of the Japanese Academy[10]
  - Miglior attore non protagonista a Takashi Sasano
  - Miglior fotografia a Mutsuo Naganuma
  - Miglior direttore della fotografia a Takeshi Nakasu
  - Nomination per il Miglior film
  - Nomination per il Miglior attore a Takuya Kimura
  - Nomination per la Miglior attrice a Rei Dan
  - Nomination per la Miglior attrice non protagonista a Kaori Momoi
  - Nomination per il Miglior regista a Yōji Yamada
  - Nomination per la Migliore sceneggiatura a Yōji Yamada, Emiko Hiramatsu e Ichirô Yamamoto
  - Nomination per il Miglior montaggio a Iwao Ishii
  - Nomination per il Miglior Art Director a Mitsuo Degawa
  - Nomination per la Migliore colonna sonora a Isao Tomita
  - Nomination per il Miglior suono a Kazumi Kishida
- 2007 - Blue Ribbon Awards[10]
  - Migliore attrice esordiente a Rei Dan
- 2007 - Cinemanila International Film Festival[10]
  - Nomination per il Miglior regista a Yōji Yamada
- 2007 - Kinema Junpo Awards[10]
  - Miglior attore non protagonista a Takashi Sasano
  - Miglior attrice a Rei Dan
- 2007 - Mainichi Film Awards[10]
  - Miglior attore non protagonista a Takashi Sasano
  - Migliore attrice esordiente a Rei Dan
- 2007 - Nikkan Sports Film Awards[10]
  - Premio Yujiro Ishihara a Yōji Yamada
  - Miglior attore non protagonista a Takashi Sasano
- 2007 - Shanghai International Film Festival[10]
  - Nomination per la Migliore colonna sonora a Isao Tomita